# Varisques
Les Varisques (en allemand : Varisker, Narisker, en latin Varisci, Narisci) étaient un peuple germanique habitant la Provincia Variscorum, correspondant, pense-t-on, au Vogtland de Saxe.
Les historiens anciens ont déformé le nom germanique de ce peuple : Tacite, dans la « Germanie » (chapitre 42) les mentionne comme Naristes avec pour variantes Narisci et Varistae. Tacite situe le pays des Varisques le long du Danube, entre le pays des autres tribus suèves des Hermundures, des Marcomans et des Quades en Bohême. Ptolémée (livre 2, chapitre 10) ajoute que des Ouaristoi habitaient au sud des montagnes de la chaîne des Sudètes et à l'ouest de la « Forêt de Gabreta ». Les sources correspondent bien à ces endroits.